# Leović
Leović (en serbe cyrillique : Леовић) est un village de Serbie situé dans la municipalité de Ljubovija, district de Mačva. Au recensement de 2011, il comptait 204 habitants.

## Démographie
| 1948 | 1953 | 1961 | 1971 | 1981 | 1991 | 2002 | 2011 |
| ---- | ---- | ---- | ---- | ---- | ---- | ---- | ---- |
| 921  | 953  | 993  | 801  | 623  | 486  | 318  | 204  |

|  |